# Dharshini David

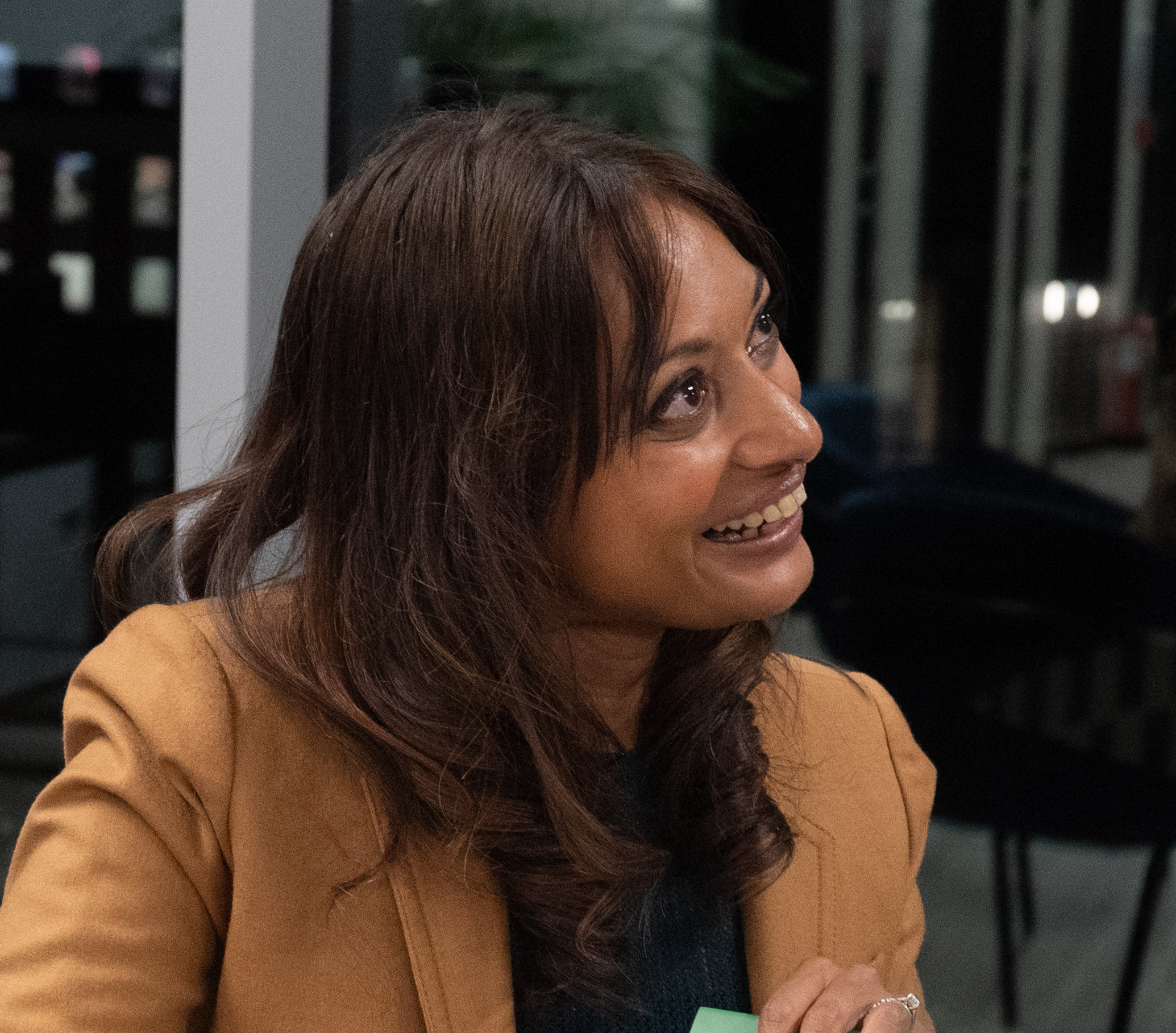
Dharshini David

Dharshini David (* 1973 in London) ist eine Wirtschaftskorrespondentin bei Sky News.

## Leben
Dharshini David wurde in der britischen Hauptstadt London geboren; ihre Familie stammt ursprünglich aus Sri Lanka. Am Downing College der University of Cambridge absolvierte sie ein Wirtschaftsstudium. Vor ihrer Zeit beim Rundfunk arbeitete sie für Oxford Economic Forecasting, eine unabhängige Denkfabrik, für den Wirtschaftsdienst der Regierung und für die HSBC-Investmentbank in London.
Dharshini David war von 2000 bis 2009 bei der BBC beschäftigt und konnte in Deutschland auf BBC World News gesehen werden, welches über Satellit und in zahlreichen Kabelnetzen verfügbar ist. Sie präsentierte dort ab August 2006 den World Business Report aus New York.
Seit September 2009 arbeitet Dharshini David für Sky News.